# Oxycoleus ruficollis
Oxycoleus ruficollis là một loài bọ cánh cứng trong họ Cerambycidae.